# Campionato italiano femminile di hockey su ghiaccio 1995-1996
Nella stagione 1995-96, il Campionato italiano femminile di hockey su ghiaccio prevedeva la sola massima serie.
Erano otto le squadre iscritte: HC Agordo, HC Lario Halloween, HC Eagles Bolzano, HC Alleghe Femminile ATP, HC Gardena Girls, HC Femminile Feltre, HC Yellow Team Milano e SG Valbelluna Hoseki.
La formula: dopo una Regular Season (un girone di andata e ritorno), seguono i play-off con quarti, semifinali e finali giocati al meglio delle tre gare.

## Regular Season
Classifica Finale
| Squadra   | Pt. | Vinte | Nulle | Perse | GF | GS  |
| --------- | --- | ----- | ----- | ----- | -- | --- |
| Bolzano   | 24  | 11    | 2     | 1     | 69 | 22  |
| Agordo    | 22  | 11    | 0     | 3     | 90 | 27  |
| Hoseki    | 20  | 10    | 0     | 4     | 77 | 22  |
| Alleghe   | 16  | 7     | 2     | 5     | 84 | 44  |
| Feltre    | 14  | 6     | 2     | 6     | 49 | 39  |
| Halloween | 9   | 3     | 3     | 8     | 41 | 56  |
| Milano    | 7   | 2     | 3     | 9     | 40 | 91  |
| Gardena   | 0   | 0     | 0     | 14    | 6  | 155 |

## Play-off

### Quarti di finale
```
Gara 1
 - 21 gennaio 
1996

Eagles Bolzano - Gardena  11-0
Agordo Hockey - Milano     8-1
Hoseki - Halloween         5-2
Alleghe - Feltre           2-3
```

```
Gara 2
 - 28 gennaio 
1996

Halloween - Hoseki         0-7
Gardena - Eagles Bolzano   2-11
Feltre - Alleghe           1-7
Milano - Agordo Hockey     0-14
```

```
Gara 3
 - 4 febbraio 
1996

Alleghe - Feltre           2-3
```

### Semifinali
```
Gara 1
 - 11 febbraio 
1996

Eagles Bolzano - Feltre   3-1
Agordo Hockey - Hoseki    3-1
```

```
Gara 2
 - 18 febbraio 
1996

Feltre - Eagles Bolzano   2-1
Hoseki - Agordo Hockey    4-3
```

```
Gara 3
 - 25 febbraio 
1996

Eagles Bolzano - Feltre   3-2
Agordo Hockey - Hoseki    5-3
```

### Finale
```
Gara 1
 - 3 marzo 
1996

Eagles Bolzano - Agordo Hockey 3-5
```

```
Gara 2
 - 10 marzo 
1996

Agordo Hockey - Eagles Bolzano 4-1
```

L'Agordo Hockey vince per la quarta volta il titolo italiano.